# Сен-Бревен-ле-Пен
Сен-Бревен-ле-Пен (фр. Saint-Brevin-les-Pins) — коммуна на западе Франции, находится в регионе Пеи-де-ла-Луар, департамент Атлантическая Луара, округ Сен-Назер, центр кантона Сен-Бревен-ле-Пен. Расположена в 55 км к западу от Нанта, на побережье Бискайского залива в месте впадения в него реки Луара. На противоположном берегу Луары находится город Сен-Назер.
Население (2017) — 13 802 человека.

## История
Четыре дольмена и пять менгиров, сохранившихся на территории коммуны, свидетельствуют о заселении этих мест с неолита.  В IX веке территория нынешнего Сен-Бревена входила в состав округа Эрбож и местные жители, вместе с другими приходами и деревнями Нижнего Пуату, боролись с нашествиями викингов. В 851 году король Бретани Эриспоэ и король Франции Карл II Лысый подписали в Анже договор, согласно которому к Бретани отошли земли Ренн, Нант и Рё. 
Впервые Сен-Бревен упоминается в документах в 1104 году. Это была приморская деревня, жители которой в основном занимались ловлей рыбы. В 1696 году Вобан построил здесь укрепления для защиты от возможного нападения англичан. 
С начала XIX века местные власти ведут борьбу с наступлением дюн; было высажено большое количество деревьев, в основном сосен, как препятствия для движения дюн. 
В 1882 году в южной части коммуны стал обустраиваться морской курорт Сен-Бревен-ле-Осеан с казино, многочисленными отелями и виллами. В 1899 году коммуна была переименована в «Сен-Бревен-ле-Пен» в честь деревьев, спасших город от дюн.
Во время Второй мировой войны на территории коммуны были построены многочисленные береговые укрепления, входившие в состав Атлантического вала. Немецкая оккупация здесь из-за существования т.н. «кармана Сен-Назера» продолжалась на девять месяцев больше, чем в остальной северной Франции (с августа 1944 года по 11 мая 1945 года), при этом фактическая капитуляция гитлеровского гарнизона произошла через 3 дня после капитуляции Германии, 11 мая 1945 года.
С середины 1950-х годов город переживает экономическое развитие, чему во многом способствовал мост Сен-Назер через Луару, построенный в 1975 году.

## Достопримечательности
- Церковь Святого Бревена XI-XX веков
- Виллы, отели и казино на бульваре Осеан вдоль морского побережья
- Алюминиевая инсталляция «Океанский змей» – работа корейского скульптора Хуан Юн Пина длиной 130 метров. Она представляет собой скелет огромной воображаемой морской змеи и ее форма соответствует форме моста Сен-Назер

## Экономика
Структура занятости населения:
- сельское хозяйство — 0,2 %
- промышленность — 14,7 %
- строительство — 5,8 %
- торговля, транспорт и сфера услуг — 37,4 %
- государственные и муниципальные службы — 41,9 %

Уровень безработицы (2017 год) — 10,8 % (Франция в целом — 13,4 %, департамент Атлантическая Луара — 11,6 %). 

Среднегодовой доход на 1 человека, евро (2017 год) — 23 120 (Франция в целом — 21 110, департамент Атлантическая Луара — 21 910).

## Демография
Динамика численности населения, чел.

## Администрация
Пост мэра Сен-Бревен-ле-Пена с 2017 года занимает Яниик Море (Yannick Morez). На муниципальных выборах 2020 года возглавляемый им правоцентристский список победил во 2-м туре, получив 33,34 % голосов (из четырех списков).
| Период | Период | Фамилия           | Партия                                              | Примечания                                                          |
| ------ | ------ | ----------------- | --------------------------------------------------- | ------------------------------------------------------------------- |
| 1968   | 1977   | Жан Шове          |                                                     | морской инженер                                                     |
| 1977   | 1989   | Раймон Кервердо   | Объединение в поддержку Республики                  | капитан торгового судна                                             |
| 1989   | 1995   | Этьен Шовен       | Социалистическая партия                             | профессор колледжа                                                  |
| 1995   | 2007   | Кристиан Ренодино | Союз за народное движение                           | морской инженер                                                     |
| 2007   | 2017   | Янник Ори         | Союз за народное движение, Демократическое движение | фармацевт, член Совета департамента, депутат Национального собрания |
| 2017   |        | Янник Море        | Разные правые                                       | врач                                                                |

## Города-побратимы
- Пайсенберг, Германия
- Сантомера, Испания
- Ан, Швейцария